# 丸山文裕
丸山 文裕（まるやま ふみひろ、1990年7月1日 - ）は、日本の陸上競技選手、専門は長距離種目。大分県佐伯市出身。旭化成陸上部所属。現在同部の主将を務める。

## 人物
大分東明高校では主力選手として全国高校駅伝などで活躍。3年時の全国高校駅伝では、1学年下に既に頭角を現していた油布郁人(駒澤大学→富士通)がいたためチームのエースではなかったものの、4区を区間3位で走り、チームの5位入賞に貢献した。また、全国都道府県対抗駅伝にも大分県の代表として2年時、3年時と二度出場し、いずれも高校生最長区間の5区(8.5㎞)で区間3位と好走した。高校卒業後、大学には進学せず旭化成に入社。
旭化成入社後は着実に実力を付けていき、入社4年目の2013年2月の熊日30キロロードレースでは、川内優輝(埼玉県庁、当時)と熾烈な優勝争いを演じ、川内から遅れることわずか3秒でゴールし準優勝。記録も1時間29分34秒(当時日本歴代8位)と好記録であった。翌3月に開催された全日本実業団ハーフマラソンでは、日本人選手で唯一ガトゥニ・ゲディオン(日清食品グループ)ら外国人選手に食らいつき、ラスト3㎞からスパートを仕掛け1時間01分15秒という当時日本歴代8位の好記録で優勝を果たした。
熊日30キロロードレース、全日本実業団ハーフマラソンで相次いで見せた好走からマラソンでの活躍を期待されたが、その後左膝を故障し長期休養に入り、2014年の11月には手術を決断。2015年5月の旭化成陸上部の本拠地である宮崎県延岡市で開催されたゴールデンゲームズinのべおか5000mで1年半ぶりにレース復帰。組トップの好走で復活をアピールし、この年4月に入社した村山謙太･村山紘太兄弟(それぞれこの大会10000m･5000mで同年8月開催の世界陸上参加標準記録を突破)らととも旭化成陸上部の地元延岡を盛り上げた。
2015年11月の九州実業団毎日駅伝では6区を担当し区間賞を獲得。チームの3年ぶり優勝に貢献した。2016年元日のニューイヤー駅伝では入社7年目にして初めて同駅伝に出走。6区を担当し、入賞圏内の8位でタスキを受けると順位を1つ上げ、7位で当時の陸上部主将佐々木悟にタスキをつないだ。
2016年3月、リオデジャネイロオリンピック男子マラソン日本代表選考レースの1つであるびわ湖毎日マラソンでマラソンデビュー。30キロ付近で日本人の集団から抜け出し、一時は日本人トップを独走したが、残り3キロ地点からリオデジャネイロオリンピックマラソン代表に内定した石川末廣(Honda)・北島寿典(安川電機)に相次いで抜かされ日本人首位争いから脱落。最後には旭化成の同僚深津卓也にも躱され全体の6位(日本人4位)でゴール。リオデジャネイロオリンピックマラソン代表の選考対象にはならなかったが、記録は2時間09分39秒と初マラソンながらサブテンを達成した。
2016年度から旭化成陸上部の主将に就任。
2017年以降はマラソンを主戦場とするもなかなか2時間10分を切ることができずにいたが、2022年2月の第10回大阪マラソン・第77回びわ湖毎日マラソン統合大会で自己ベストとなる2時間07分55秒で4位に入り、2024年パリオリンピック選考会にあたるマラソングランドチャンピオンシップ（MGC）への出場権を獲得した。
2023年10月のMGCでは、中間点を過ぎて2位集団から脱落し48位に終わった。パリ五輪の最後の1枠を争うMGCファイナルチャレンジ対象レースには出場せず、2024年2月の第72回別府大分毎日マラソンを引退レースとすることを発表。2時間12分28秒で11位に入った。引退後は社業に専念する。

## 自己記録
| 種目           | 記録          | 年     | 場所 |
| -------------- | ------------- | ------ | ---- |
| 5000m          | 13分56秒63    | 2015年 | 北見 |
| 10000m         | 28分27秒63    | 2011年 | 延岡 |
| ハーフマラソン | 1時間01分15秒 | 2013年 | 山口 |
| 30㎞           | 1時間29分34秒 | 2013年 | 熊本 |
| マラソン       | 2時間07分55秒 | 2022年 | 大阪 |

## 主な戦績
| 年   | 大会                                                 | 種目(区間)     | 順位     | 記録          | 備考                                          |
| ---- | ---------------------------------------------------- | -------------- | -------- | ------------- | --------------------------------------------- |
| 2008 | 第13回天皇盃全国都道府県対抗男子駅伝競走大会         | 5区(8.5㎞)     | 区間3位  | 25分16秒      | 大分県チームより出場                          |
| 2008 | 第59回全国高等学校駅伝競走大会                       | 4区(8.0875㎞)  | 区間3位  | 23分40秒      | 大分東明高校5位入賞                           |
| 2009 | 第14回天皇盃全国都道府県対抗男子駅伝競走大会         | 5区(8.5㎞)     | 区間3位  | 24分39秒      | 大分県チームより出場                          |
| 2011 | 第48回九州実業団対抗毎日駅伝大会                     | 3区(10.5㎞)    | 区間賞   | 28分54秒      | 旭化成優勝                                    |
| 2013 | 第57回金栗記念熊日30キロロードレース                 | 30㎞           | 2位      | 1時間29分34秒 | 日本歴代8位(当時)                             |
| 2013 | 第41回全日本実業団ハーフマラソン                     | ハーフマラソン | 優勝     | 1時間01分15秒 | 日本歴代8位(当時)                             |
| 2013 | 第97回日本陸上競技選手権大会                         | 10000m         | 17位     | 29分15秒23    |                                               |
| 2015 | 第52回九州実業団対抗毎日駅伝大会                     | 6区(9.1㎞)     | 区間賞   | 27分07秒      | 旭化成優勝                                    |
| 2016 | 第60回全日本実業団対抗駅伝競走大会                   | 6区(12.5㎞)    | 区間12位 | 38分30秒      | 旭化成7位入賞                                 |
| 2016 | 第71回びわ湖毎日マラソン                             | マラソン       | 6位      | 2時間09分39秒 | 初マラソン                                    |
| 2017 | 第66回別府大分毎日マラソン                           | マラソン       | 11位     | 2時間13分49秒 |                                               |
| 2017 | 北海道マラソン2017                                   | マラソン       | 4位      | 2時間15分21秒 |                                               |
| 2018 | 第73回びわ湖毎日マラソン                             | マラソン       | 17位     | 2時間15分59秒 |                                               |
| 2018 | 第72回福岡国際マラソン                               | マラソン       | 23位     | 2時間17分38秒 |                                               |
| 2019 | 金沢マラソン2019                                     | マラソン       | 優勝     | 2時間11分36秒 | 大会記録                                      |
| 2020 | 第75回びわ湖毎日マラソン                             | マラソン       | 23位     | 2時間14分09秒 |                                               |
| 2022 | 第10回大阪マラソン・第77回びわ湖毎日マラソン統合大会 | マラソン       | 4位      | 2時間07分55秒 | MGC出場権獲得（2024年パリオリンピック選考会） |
| 2023 | マラソングランドチャンピオンシップ                   | マラソン       | 48位     | 2時間18分21秒 | 2024年パリオリンピック代表選考会              |
| 2024 | 第72回別府大分毎日マラソン                           | マラソン       | 11位     | 2時間12分28秒 |                                               |